# Гофман, Эрнст Карлович
Эрнст Ка́рлович Го́фман (нем. Ernst Reinhold von Hofmann) (20 января 1801, Пайстель, Лифляндской губернии, Российская империя — 4 июня 1871, Дерпт, Российская империя) — российский геолог, минералог, географ и путешественник.
Начал естествоиспытательскую деятельность в составе экипажа шлюпа «Предприятие», совершившего в 1823—1826 годах кругосветное плавание под командованием О. Е. Коцебу. В 1828—1829 годах совместно с Г. П. Гельмерсеном провёл первое подробное исследование Южного Урала, составив его первую орографическую схему. В 1843 году исследовал золотоносные районы Восточной Сибири. В 1847—1850 годах возглавлял экспедицию Русского географического общества, обследовавшую северные районы Урала и хребет Пай-Хой. В 1853—1859 годах занимался исследованиями Среднего Урала.
В 1833—1836 годах читал лекции по геологии и минералогии в Дерптском университете. В 1837—1842 годах — профессор Университета святого Владимира в Киеве. В 1845—1863 годах заведовал кафедрой минералогии и геогнозии Императорского Санкт-Петербургского университета.
С 1842 года на службе в Корпусе горных инженеров в звании полковника (с 1869 года — генерал-лейтенант). В 1861—1865 годах — директор Императорского минералогического общества.

## Биография
Родился 8 (20) января 1801 года в волости Пайстель Феллинского уезда Лифляндской губернии, в семье лютеранского пастора Карла Готлоба Гофмана (Karl Gottlob Hoffmann) и Якобины Констанции, урождённой Хильприх (Jacobina Constantia Hilprich). Он был вторым сыном своих родителей.

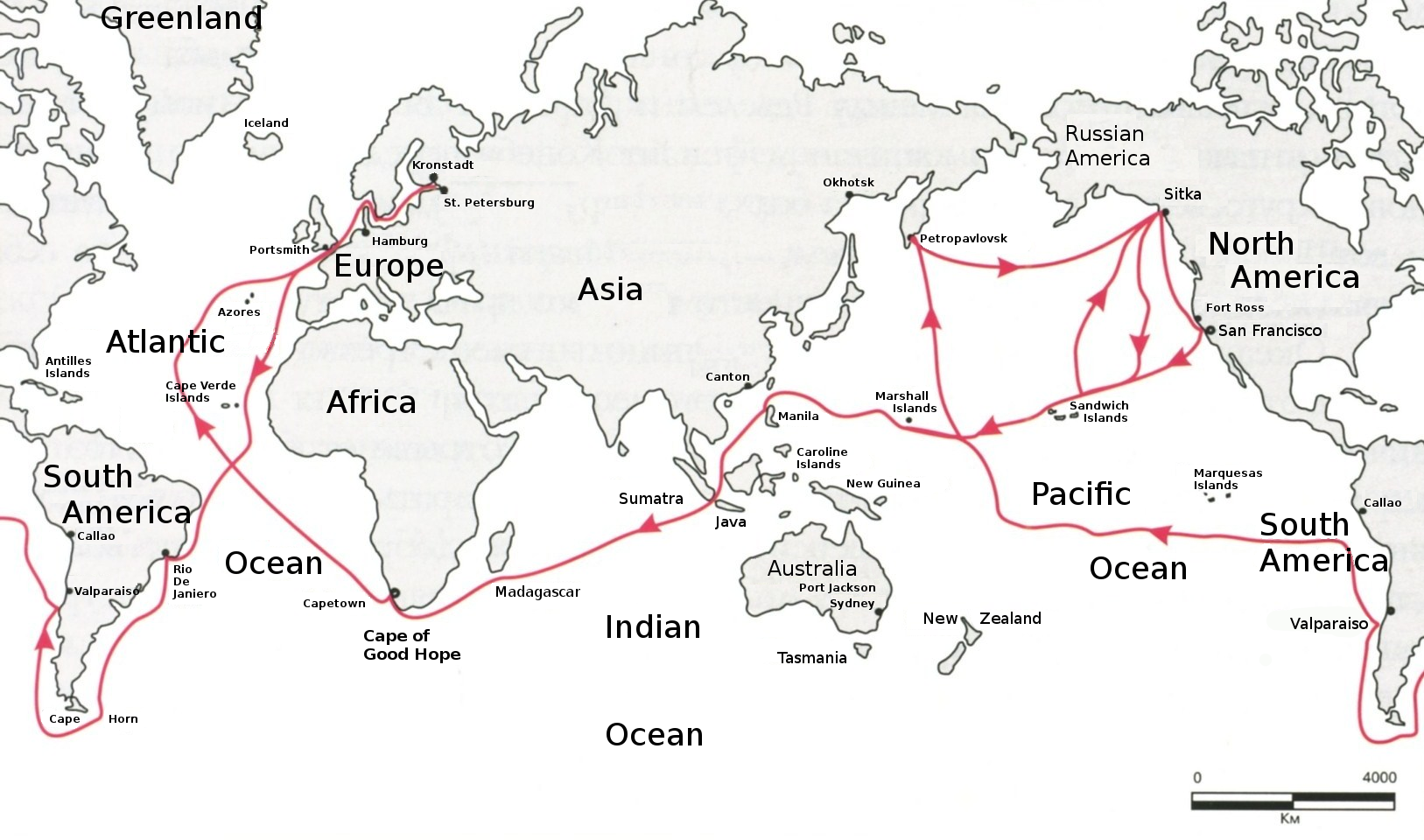
Плавание шлюпа «Предприятие» (1823—1826)

Первоначальное образование получил в Дерптской гимназии (1814—1818), высшее образование — в Дерптском университете (1819—1824). Поступил он вначале на медицинский факультет этого университета, но вскоре перешёл на физико-математический факультет, заинтересовавшись геологией и минералогией. Изучением этих наук он занялся под влиянием профессора минералогии и геологии Дерптского университета М. Ф. фон Энгельгардта, ставшего учителем Эрнста Гофмана.
В 1823—1826 годах по рекомендации фон Энгельгардта принял участие в третьем кругосветном плавании О. Е. Коцебу на шлюпе «Предприятие» в качестве геолога. Во время плавания Гофман совместно с двумя другими участниками экспедиции — врачом Генрихом Зивальдом и физиком Эмилием Ленцем — совершил 2 [14] июля 1824 года первое успешное восхождение на Авачинскую сопку и обследовал её кратер. Важнейшие научные результаты этого путешествия были опубликованы Гофманом в 1829 году в Берлине.
В 1827 году, после возвращения из плавания, Гофман получил в Дерптском университете степень кандидата философии. Темой его диссертации стало геологическое описание островов Гогланд и Тютерс в Финском заливе.

### Исследование Южного Урала

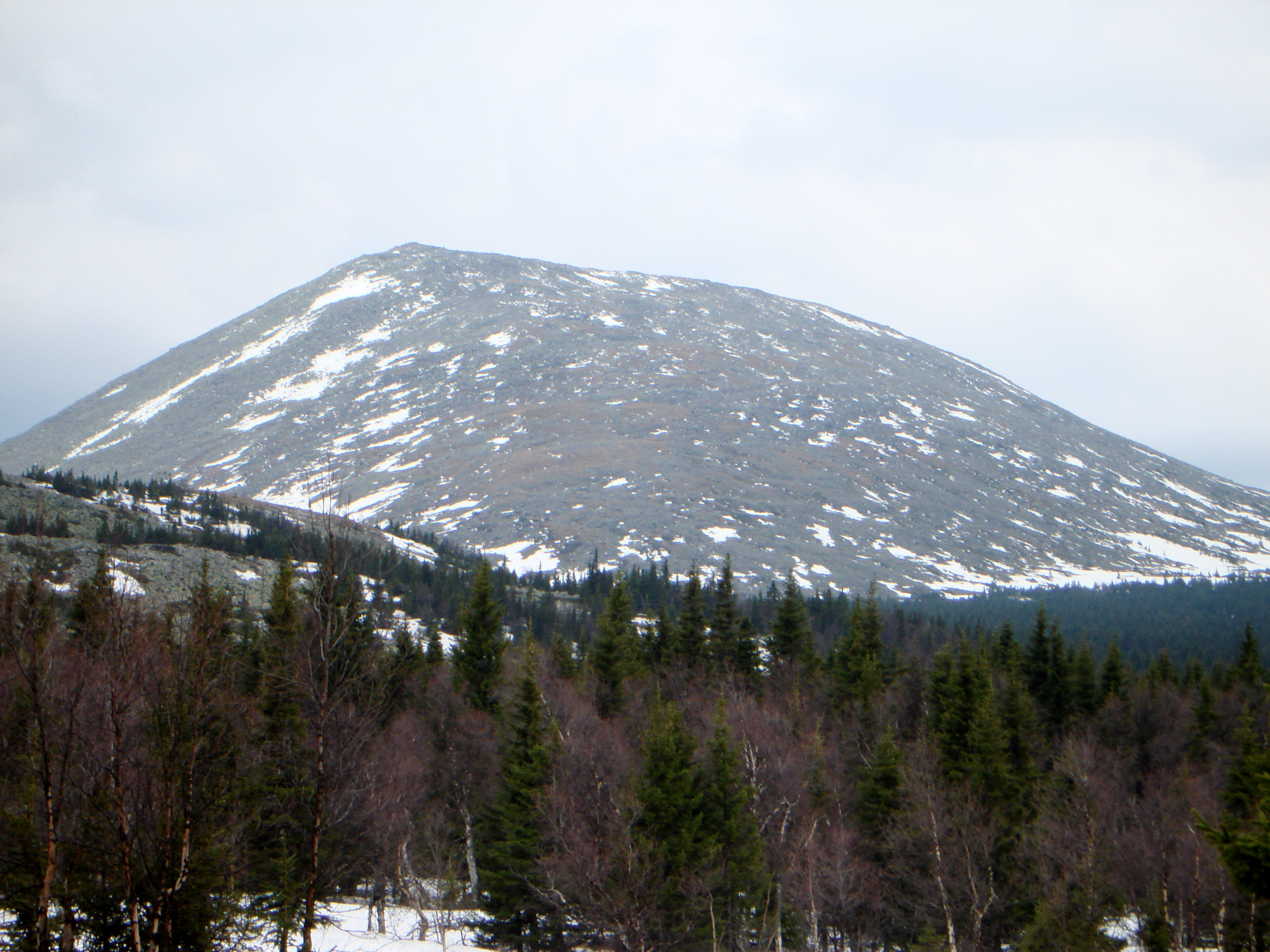
Гора Иремель на Южном Урале

В 1828 году Гофман поступил на службу в Департамент горных и соляных дел при министерстве финансов. В 1828—1829 гг. он вместе со своим другом и соучеником Георгом Гельмерсеном участвовал в экспедиции на Южный Урал, которую снарядил департамент для поисков драгоценных металлов. Поиски не дали особых результатов (исключая обнаружение залежей золотоносного песка в районе реки Шартым), зато Гофман и его спутники исследовали орографию данного региона, изучили его растительный и почвенный покров. При этом они сделали важный вывод о том, что южной оконечностью Уральских гор служит не плато Устюрт, а Мугоджары; данный вывод уже в середине XX века был подтверждён советскими геологами в ходе исследований земной коры.
Обследовав Южный Урал на протяжении около 660 км (от 56 до 51° с. ш.), Э. К. Гофман и Г. П. Гельмерсен выделили в данной горной системе три меридиональные цепи: наиболее высокую западную (включающую «отдельные продолговатого вида сопки»; на одну из гор западной цепи — вершину Иремель — исследователи совершили восхождение), среднюю (скалистый хребет Уралтау, «поросший густым лесом, на склонах — болотистый») и восточную (на севере представлена Ильменскими горами, южнее — хребтом Ирендык). Результаты экспедиции легли в основу совместно написанной Гофманом и Гельмерсеном книги «Geognostische Untersuchung des Süd-Ural-Gebirges ausgeführt in den Jahren 1828 und 1829», опубликованной в Берлине в 1831 году.

### Работа в Дерпте и Киеве
В 1830—1832 годах Гофман и Гельмерсен находились в Германии, где посещали лекции авторитетных геологов, минералогов, химиков, физиков, зоологов, географов: профессоров Берлинского и Гейдельбергского университетов Христиана Вайса, Густава и Генриха Розе, Эйльхарда Мичерлиха, Пауля Эрмана, Фридриха Лейкарта, Карла Риттера. Они побывали также в Австрии и северной Италии. В 1832 году в Йенском университете Эрнсту Гофману была присвоена степень доктора философии.
В 1833—1836 годах Гофман читал в Дерптском университете лекции по геологии и минералогии и там же получил степень магистра за «Геогностическое описание поездки в Або» (Дерпт, 1837).
В 1837—1842 годах Э. Гофман работал профессором Университета Святого Владимира в Киеве, где преподавал минералогию и геогнозию, читал публичные лекции по неорганической и технической химии, заведовал университетским Минеральным кабинетом, коллекция которого при Гофмане существенно пополнилась. В это время он предпринял несколько научных экспедиций в различные районы Киевской, Подольской, Херсонской и Таврической губерний, издал руководство по ориктогнозии «Общая ориктогнозия, или Учение о признаках минералов» и опубликовал научные статьи «Analyse der Sodalith aus dem Ilmengebirge» (Poggendorffs Annalen, 1839) и «Geognostische Beschreibung der sudlichen Krimm» (Bulletin de l’Académie impériale des sciences de St.-Pétersbourg, 1840).

### Работа в Восточной Сибири и Санкт-Петербурге
В июне 1842 года Гофман вернулся на службу в министерство финансов и был назначен профессором минералогии Института Корпуса горных инженеров в Санкт-Петербурге. В следующем году его направили в Восточную Сибирь для исследования золотоносных россыпей. Во время этого путешествия он проехал из Тюмени через Семипалатинск в Змеиногорск, осмотрел рудник в окрестностях этого города, затем через Барнаул, Томск и Красноярск направился в Иркутск; здесь Гофман изучил золотые прииски в бассейне озера Байкал и реки Бирюса. Возвращаясь в Санкт-Петербург, он обследовал также золотые прииски в районе Енисейска.
Отчёт о путешествии («Reise nach dem Goldwaschen Ostsibiriens») Гофман напечатал в 1847 году; в нём впервые были приведены геологические данные о золотоносных районах Прибайкалья и бассейна Енисея, а также дан общий очерк геологического строения изученных во время путешествия частей Сибири между Байкалом и Енисеем.
В своём отзыве об этом труде, удостоенном Демидовской премии, Г. П. Гельмерсен писал, что Гофману удалось 

«значительно расширить наши сведения о Восточной Сибири, касаясь местности, которая до того представляла „землю неведомую“<...> [Данный труд] имеет общенаучный интерес и богат новыми фактами, важными в хозяйственном и практическом отношении».
Академик В. А. Обручев относил Гофмана — наряду с Гельмерсеном, Миддендорфом, Чихачёвым, Щуровским и Эрманом — к числу тех учёных первой половины XIX века, путешествия которых дали «наиболее крупные результаты в отношении выяснения геологического строения значительных пространств Сибири».
В марте 1844 года Гофман был принят на службу в Корпус горных инженеров в звании полковника. В том же году он обследовал районы находок золота в бассейне реки Кемийоки в северной Финляндии, результаты которых («Geognostische Beschreibung der Umgegend von Kemi und Torneo») были напечатаны в Leonards Jahrbuch für Mineralogie. 23 января [4 февраля] 1845 года Гофман был назначен ординарным профессором на кафедру минералогии и геогнозии Императорского Санкт-Петербургского университета (с «оставлением его в службе по Горному ведомству») и вплоть до 1863 года заведовал этой кафедрой.
Действительный член Русского географического общества с 19 сентября (1 октября) 1845 года.

### Исследование северных районов Урала

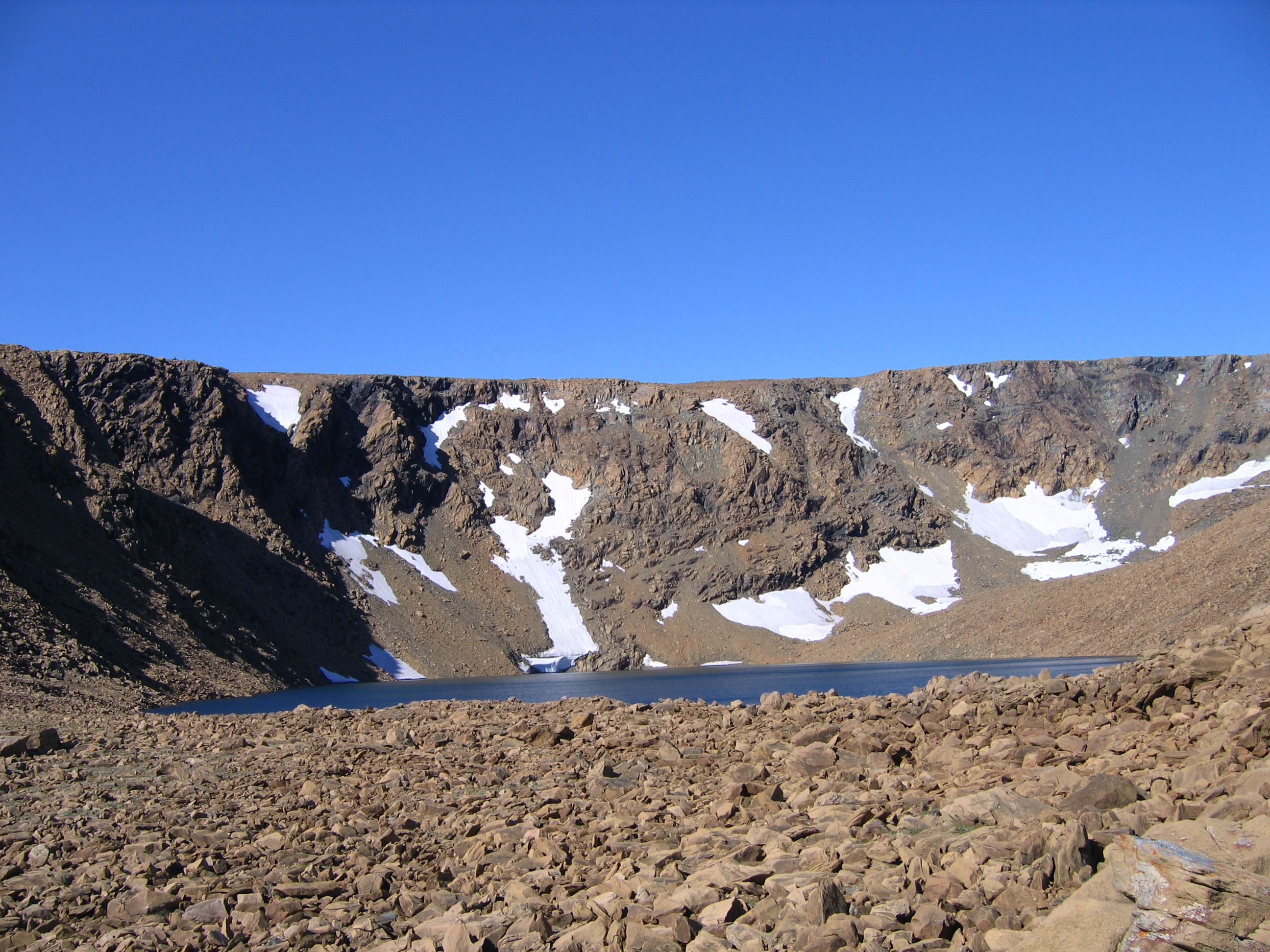
Полярный Урал

В 1847—1850 годах Гофман возглавлял научно-исследовательскую экспедицию, направленную Русским географическим обществом для исследования Полярного Урала и соседних территорий (тогда этот район называли «Северным Уралом»). Экспедиция включала три полевых сезона: в 1847, 1848 — начале 1849 и 1850 годах.
Первый полевой сезон начался с того, что весной 1847 года участники экспедиции поднялись по Печоре до устья реки Унья, после чего разделились на два отряда: Гофман вместе с топографом В. Г. Брагиным, двигаясь на север, проследили и нанесли на карту истоки Печоры и течение её крупных верхних притоков (Уньи, Илыча, Подчерья, Щугора), а горный инженер Н. И. Стражевский вместе с топографом Д. Ф. Юрьевым прошли гребнем Уральского хребта. Оба отряда соединились у истока Щугора, а затем перевалили Урал и по Северной Сосьве добрались до Берёзова, после чего Гофман вернулся в Санкт-Петербург, а его спутники — в Екатеринбург.
Летом 1848 года начался второй полевой сезон экспедиции. На этот раз участники экспедиции вышли из Берёзова, спустились по Северной Сосьве и Оби до устья Войкара (левый приток Оби), затем поднялись по Войкару до его истоков и перевалили Урал у 66° с. ш., после чего разделились. Отряд Стражевского пошёл на юг, но вскоре прервал исследования (из-за эпидемии сибирской язвы начался падёж оленей) и в сентябре вернулся в Берёзов. Отряд же Гофмана двинулся вдоль западного склона хребта на север; в середине июля он достиг самой высокой вершины Полярного Урала — горы Пайер, а в начале августа исследователи обнаружили самую северную вершину Полярного Урала и поднялись на неё. Этой горе Гофман и его спутники дали название Константинов Камень — в честь председателя Императорского Русского географического общества великого князя Константина Николаевича. С Константинова Камня Гофман увидел горную гряду — отдельный кряж, за которым он оставил местное название Пай-Хой (по-ненецки «Каменный хребет») и проехал вдоль него на оленях до пролива Югорский Шар, а потом исследовал южный склон гряды. Осенью экспедиция на лодках спустилась по рекам Воркута и Уса к Печоре, а затем через Мезень и Архангельск возвратилась в Санкт-Петербург.

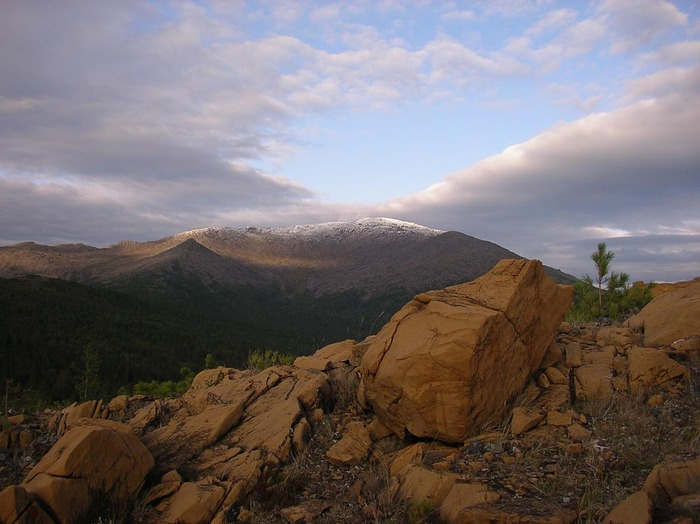
Гора Денежкин Камень

Отправной точкой третьего полевого сезона стал город Чердынь в верхнем Прикамье. Отсюда летом 1850 года Гофман и его спутники двинулись вверх по реке Колве; миновав цепь увалов (которую Гофман назвал Полюдовым кряжем), они перешли на Печору, а затем по Щугору и его притоку Большому Патоку добрались до горного массива Сабля в юго-западной части Приполярного Урала. Здесь были нанесены на карту несколько горных вершин, в том числе гора Манарага — по-ненецки «Подобная медвежьей лапе» (смысл этого названия Гофман пояснил так: «Извилина долины открыла перед нами боковой вид на Манарагу; тогда её гвоздеобразный шпиц явился необыкновенно зубчатою вершиною»).
Продвигаясь на нартах к северу, Гофман открыл небольшие хребты Западные Саледы и Обеиз. От этого «высокого и дикого узла гор» он прошёл на северо-восток до 66° с. ш. (то есть до района, уже обследованного в предыдущий сезон), а затем на плоту спустился по Лемве и Усе до Печоры, после чего в конце августа вернулся в Чердынь. В сентябре Гофман, поднявшись на лодке по Вишере, открыл меридиональный хребет Кваркуш на Северном Урале и совершил восхождение на одну из главных вершин Северного Урала — гору Денежкин Камень.
За три сезона экспедиция Гофмана провела исследование Полярного, Приполярного и (частично) Северного Урала, а также открыла кряж Пай-Хой, дав его первое геологическое и биологическое описание. Гофман доказал, что между 60°30′ и 67°30′ с. ш. реки восточного склона Урала относятся к бассейну Оби, а западного — Печоры; к северу же от 67°30′ с. ш. реки (крупнейшая из которых — Кара) впадают непосредственно в море. В Академию наук были доставлены образцы горных пород и минералов, гербарии, этнографические материалы. Результаты экспедиции были изложены в двухтомном труде «Северный Урал и береговой хребет Пай-Хой» (написан совместно Гофманом и участником экспедиции астрономом М. А. Ковальским). За результаты, полученные в ходе экспедиции, Русское географическое общество в 1849 году удостоило Гофмана Константиновской медали; он стал первым, кто получил эту высшую награду Общества.

### Исследование Среднего Урала

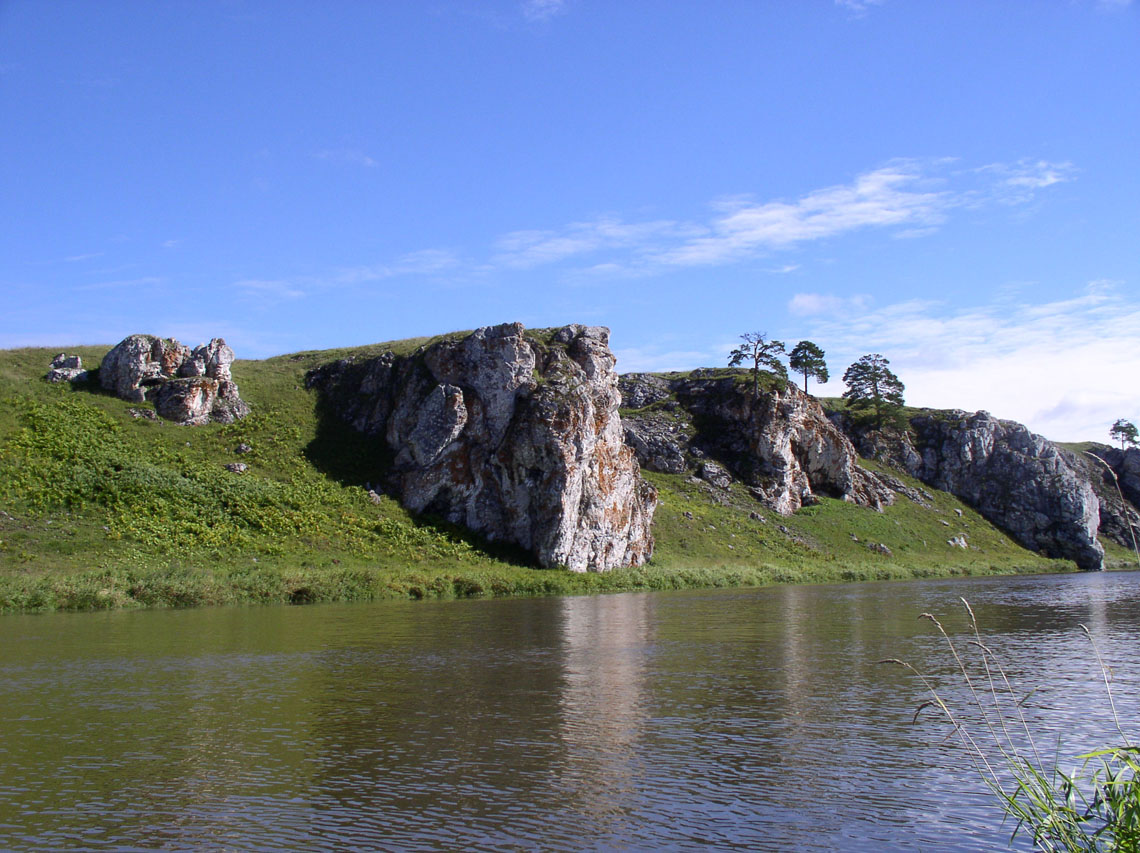
Скала Слободской Камень на берегу Чусовой

В 1853—1859 годах Гофман занимался исследованиями Среднего Урала и южной части Северного Урала, куда выезжал каждое лето, освободившись от педагогической деятельности. В этот период он занимался геологическим изучением Богословского, Воткинского, Пермского, Екатеринбургского, Златоустовского и Гороблагодатского горных округов. Экспедиции проходили в нелёгких условиях: их участники пешком пробирались через таёжные дебри, сплавлялись на плотах по бурным рекам с порогами, замерзали и изнывали от жары, подвергались нападениям полчищ кровососущего гнуса. Гофман и его спутники совершили восхождения на такие вершины Северного Урала, как Конжаковский, Косьвинский, Павдинский и Магдалинский камни, оценили перспективы освоения железорудных месторождений у гор Благодать и Качканар, обследовали известняковые скалы-останцы на берегах реки Чусовой.
Исследования эти послужили материалом для капитального труда Гофмана — геологических карт казённых дач горных Уральских округов. Карты сопровождались подробным геологическим описанием исследованных местностей, напечатанным в «Горном Журнале» (№№ 5—6 за 1865 год, №№ 4—8 за 1868 год); отдельной книгой под заглавием «Materialien zur Anfertigung geologischer Karten der Kaiserlichen Bergwerks-Distrikte des Ural-Gebirges» это описание было издано в 1870 году.
Помимо этого, к числу наиболее известных трудов Гофмана относятся также: «Über die Entdeckung edler Metalle in Rußland und deren Ausbeute» (1846), «Руководство к минералогии для гимназий» (1853) и «Об гипсометрических отношениях хребта Уральского» (1860). Когда в 1861 году умер профессор С. С. Куторга, то Гофман стал его преемником на посту директора Императорского минералогического общества.

### Последние годы жизни
Через некоторое время во время одной из лекций в университете у Гофмана случился инсульт, и он лишился на время способности к связной речи. Лечение на курортах Германии помогло несколько облегчить его состояние, но не привело к выздоровлению. В 1863 году Гофман вынужден был по причине расстройства здоровья оставить работу в Санкт-Петербургском университете, а в 1865 году ушёл и с должности директора Минералогического общества.
По свидетельству Г. П. Гельмерсена, болезнь сильно изменила Гофмана. Прежде он был подвижным и весёлым человеком, отличавшимся хорошим чувством юмора и окружённым множеством друзей; теперь он сделался вялым, а на место привычной весёлости пришла раздражительность, хотя к своим знакомым он по-прежнему относился с интересом и дружеским участием.
В 1865 году Э. К. Гофман был избран почётным членом Императорского минералогического общества. В 1869 году он получил звание генерал-лейтенанта.
В 1871 году Гофман переселился в Дерпт. Там в середине мая во время прогулки по городу его настиг очередной инсульт и сотрясение мозга от падения.
Скончался 23 мая (4 июня) 1871 года в городе Дерпт.

## Семья
В 1833 году Эрнст Гофман женился на Эмилии Генриетте Антонии, урождённой фон Анреп (Emilie Henriette Antonie von Anrep) — дочери майора российской армии. Их единственный сын умер в раннем детстве. Позже Гофман усыновил и воспитал Адольфа Блюменштенгеля (Adolph Blumenstengel), родители которого умерли; последний, получивший имя Адольфа Гофмана, стал агрономом.

## Память
Название остров Гофмана в честь Э. К. Гофмана получил остров в архипелаге Земля Франца-Иосифа, открытый в апреле 1874 года австрийским топографом и полярным исследователем Ю. Пайером — одним из руководителей австро-венгерской полярной экспедиции 1872—1874 гг. на пароходе «Тегетхоф», который в марте-мае 1874 года во главе небольшого отряда, передвигавшегося на санях и нартах, обследовал северную часть архипелага.
Имя учёного увековечено также в названии ледника Гофмана — открытого советским геологом А. Н. Алешковым в 1929 году ледника на горе Сабля (Приполярный Урал); сам Гофман здесь побывал в 1850 году, но ледник не открыл, а принял его за сезонные снега.
В честь Э. К. Гофмана назван мыс Полковник [Толстик] (Карское море, Карская губа; название присвоено по званию русского путешественника, начальника Уральской экспедиции в 1848 и 1850 гг., полковника корпуса горных инженеров Эрнста Карловича Гофмана).